# Jean-Pierre Genet
Jean-Pierre Genet (Brest, 24 d'octubre de 1940 - Loctudy, 15 de març de 2005) va ser un ciclista francès, que fou professional entre 1964 i 1976.
Durant la seva carrera esportiva destaquen les tres etapes aconseguides al Tour de França en les 13 edicions en què va prendre part. A més a més, en l'edició de 1968 portà el mallot groc durant una etapa.

## Palmarès
- 1963
  - Vencedor d'una etapa de la Cursa de la Pau
- 1965
  - 1r al Premi de Plélan-le-petit
- 1966
  - 1r al Premi de Plémy
- 1967
  - 1r al Circuit de la Vienne
- 1969
  - Vencedor d'una etapa del Tour de França
- 1970
  - 1r als Boucles de la Seine
  - 1r al Premi de Ploudalmezeau
  - 1r al Premi de Quimperlé
  - 1r al Premi de Rostrenen
- 1971
  - Vencedor d'una etapa del Tour de França
- 1972
  - 1r al Premi de Bagneux
  - Vencedor d'una etapa de la París-Niça
- 1973
  - 1r al Premi d'Excideuil
- 1974
  - 1r al Premi de Caen en americana, amb Patrick Sercu
  - Vencedor d'una etapa del Tour de França
  - Vencedor d'una etapa dels Quatre dies de Dunkerque
- 1975
  - Vencedor d'una etapa del Tour d'Indre-et-Loire

## Resultats al Tour de França
- 1964. 78è de la classificació general
- 1965. 75è de la classificació general
- 1966. Abandona (16a etapa)
- 1967. 88è de la classificació general
- 1968. 41è de la classificació general. Vencedor d'una etapa. Porta el mallot groc durant una etapa
- 1969. 68è de la classificació general
- 1970. 82è de la classificació general
- 1971. 26è de la classificació general. Vencedor d'una etapa
- 1972. Abandona (5a etapa)
- 1973. 46è de la classificació general
- 1974. 64è de la classificació general. Vencedor d'una etapa
- 1975. Abandona (17a etapa)
- 1976. 43è de la classificació general

### Resultats a la Volta a Espanya
- 1964. 20è de la classificació general
- 1971. 46è de la classificació general